# Rani mraz (album)
Rani mraz je posljednji studijski album novosadskog kantautora Đorđa Balaševića. Objavljen je 2004. godine.
Najveći hitovi s ovog albuma su „Bože, Bože“, „Aco braco“, „Ja vas kanda znam“…

## Popis pjesama
1. Priča o Vasi Ladačkom (1) (3:17)
2. Aco braco (4:21)
3. Civutski vrt (5:14)
4. Kere varošanke (4:40)
5. Lađarska serenata (3:27)
6. Bože, Bože (6:27)
7. Galicia (4:44)
8. Tvoj neko (5:29)
9. Maliganska (5:50)
10. Ja vas kanda znam (4:39)
11. Pred zadnji sneg (3:57)
12. Kao rani mraz (4:36)
13. Priča o Vasi Ladačkom (2) (7:26)